# Verneuil (Nièvre)
Verneuil és un municipi francès, situat al departament del Nièvre i a la regió de Borgonya - Franc Comtat. L'any 2017 tenia 296 habitants.

## Demografia
El 2007 hi havia 144 famílies, de les quals 44 eren unipersonals, en 193 habitatges (144 habitatges principals, 31 segones residències i 17 desocupats).

## Economia
El 2007 la població en edat de treballar era de 200 persones, 145 eren actives i 55 eren inactives. De les 145 persones actives 129 estaven ocupades (71 homes i 58 dones) i 16 estaven aturades (6 homes i 10 dones). De les 55 persones inactives 15 estaven jubilades, 15 estaven estudiant i 25 estaven classificades com a «altres inactius».

### Ingressos
El 2009 a Verneuil hi havia 135 unitats fiscals que integraven 312,5 persones, la mediana anual d'ingressos fiscals per persona era de 15.319 €.

### Activitats econòmiques
Dels 9 establiments que hi havia el 2007, 2 eren d'empreses de fabricació d'altres productes industrials, 2 d'empreses de construcció, 1 d'una empresa de comerç i reparació d'automòbils, 1 d'una empresa immobiliària i 3 d'empreses de serveis. Dels 2 establiments de servei als particulars que hi havia el 2009, 1 era un guixaire pintor i 1 electricista. L'any 2000 a Verneuil hi havia setze explotacions agrícoles que ocupaven un total de 2.040 hectàrees.

## Equipaments sanitaris i escolars
El 2009 hi havia una escola elemental integrada dins d'un grup escolar amb les comunes properes formant una escola dispersa.